# Xylergates elaineae
Xylergates elaineae é uma espécie de coleóptero da tribo Acanthocinini (Lamiinae); com distribuição na América do Sul.